# 鴨川駅
鴨川駅（かもがわえき）は、香川県坂出市府中町にある、四国旅客鉄道（JR四国）予讃線の駅である。駅番号はY06。
宇多津駅から分岐する本四備讃線へ直通する列車も早朝・夜間に限り停車し、この系統には「瀬戸大橋線」の愛称がつけられている。駅番号はY06。

## 歴史
- 1897年（明治30年）2月21日：讃岐鉄道の駅として、高松 - 丸亀間の開通時に開業[1]。
- 1904年（明治37年）12月1日：山陽鉄道に移管[3]。
- 1906年（明治39年）12月1日：山陽鉄道が国有化され、官設鉄道の駅となる[1][3]。
- 1969年（昭和44年）10月1日：配達の取り扱いを廃止[1]。
- 1970年（昭和45年）6月1日：貨物の取り扱いを廃止[1]。
- 1971年（昭和46年）9月1日：跨線橋を設置し、供用開始[4]。
- 1985年（昭和60年）3月14日：荷物の取り扱いを廃止[1]。
- 1987年（昭和62年）4月1日：国鉄分割民営化に伴い、四国旅客鉄道（JR四国）の駅となる[1]。
- 2002年（平成14年）2月：現在の駅舎に改築[5]。
- 2010年（平成22年）10月1日：無人化[2][6]。
- 2014年（平成26年）3月1日：ICカード「ICOCA」の利用が可能となる[7]。ICカード専用簡易改札機で対応。

## 駅構造
単式ホーム1面1線と島式ホーム2面4線を持つ地上駅。ただし、単式ホームは使用されていない。かつては2面2線の相対式ホームと側線2線があり、バラスト散布用のホキ800が留置されていたが、「快速サンポート」の運行開始にあわせて待避設備が設置された。2番線、3番線が本線（制限速度100km/h）。
以前は早朝・深夜・休日を除き駅員が配置されていたが、現在は終日無人駅である。2002年に鉄筋コンクリート造の駅舎が新築された。

### のりば
| のりば | 路線    | 方向 | 行先                     | 備考                      |
| ------ | ------- | ---- | ------------------------ | ------------------------- |
| 1・2   | ■予讃線 | 上り | 高松方面                 |                           |
| 3・4   | ■予讃線 | 下り | 多度津・観音寺・琴平方面 | ■瀬戸大橋線岡山方面を含む |

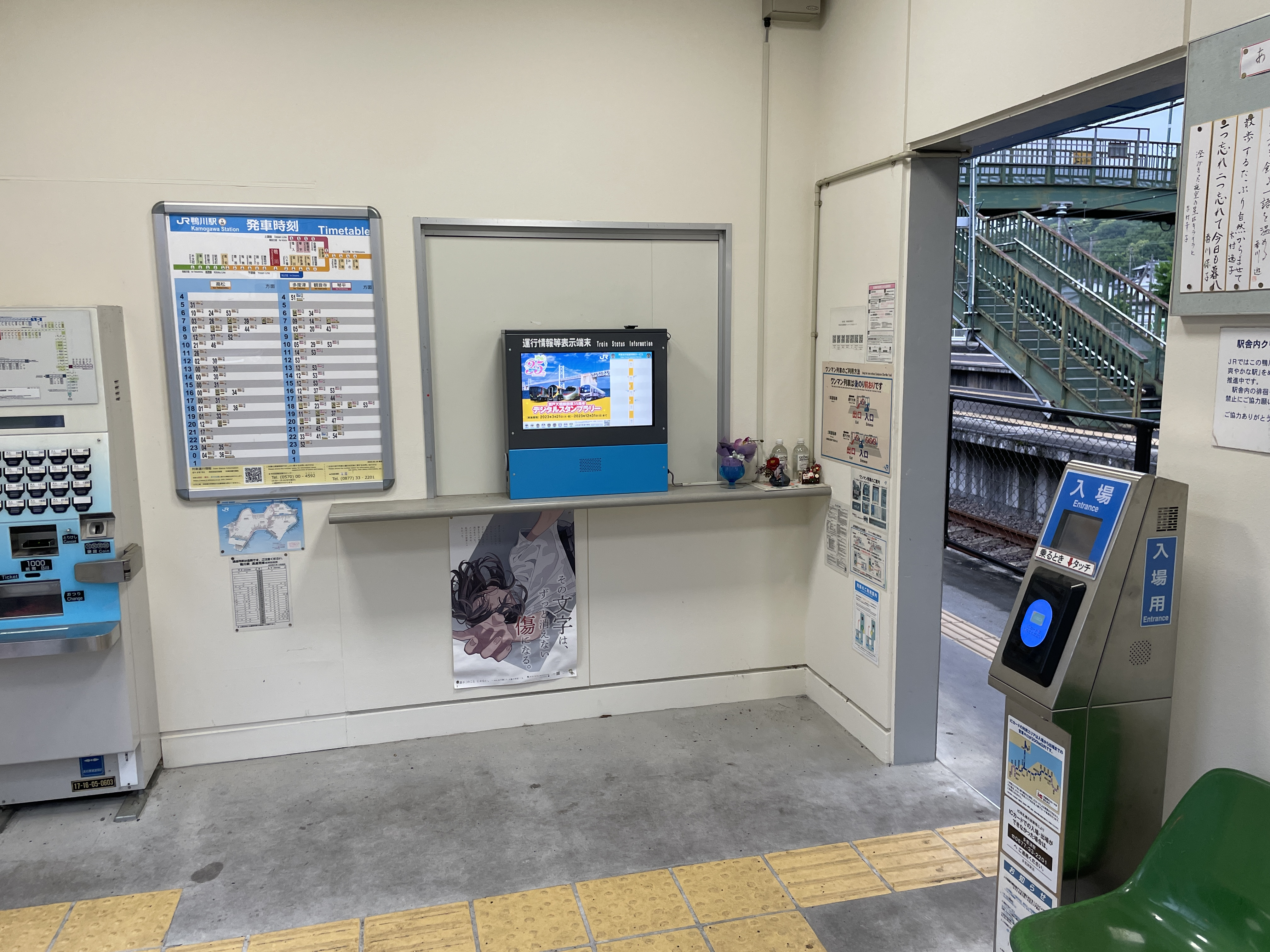
改札口（2023年5月）
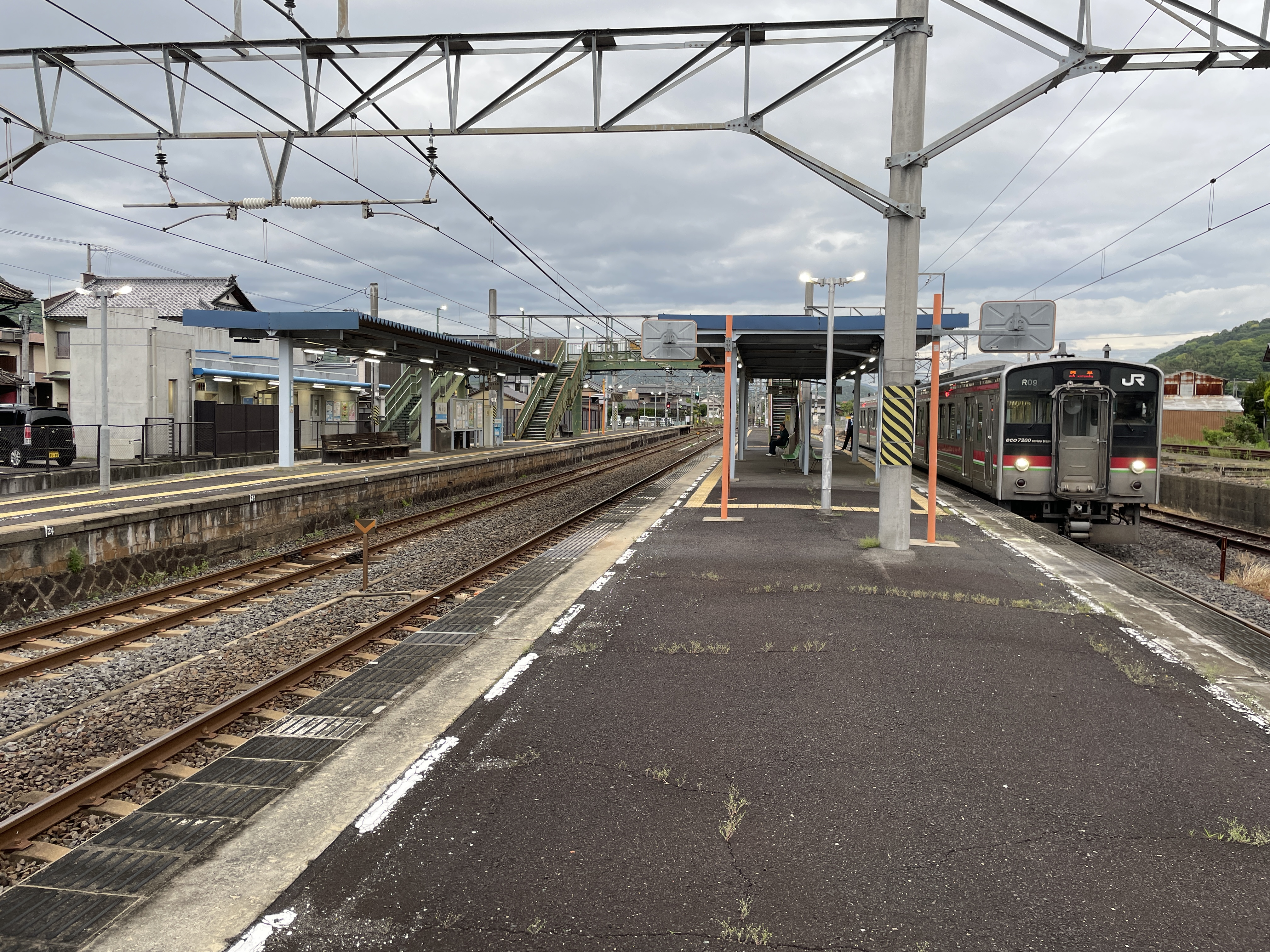
ホーム（2023年5月）

## 利用状況
1日平均の乗車人員は以下の通り。
| 乗車人員推移 | 乗車人員推移 |
| 年度         | 1日平均人数  |
| ------------ | ------------ |
| 2008年       | 381          |
| 2009年       | 373          |
| 2010年       | 375          |
| 2011年       | 346          |
| 2012年       | 332          |
| 2013年       | 339          |
| 2014年       | 336          |
| 2015年       | 345          |
| 2016年       | 347          |
| 2017年       | 346          |
| 2018年       | 350          |
| 2019年       | 350          |

## 駅周辺
- 坂出鴨川郵便局
- 坂出警察署 加茂駐在所
- 城山温泉
- MIRAI病院（医療法人西山記念会）
- 国道11号（坂出丸亀バイパス）
- 香川県道33号高松善通寺線
- 香川県道180号鴨川停車場五色台線
- 香川県道187号林田府中線
- 香川県道188号城山鴨川線
- 綾川
- 城山城跡

## 隣の駅
四国旅客鉄道（JR四国）
■予讃線（■瀬戸大橋線含む）
■快速「マリンライナー」（早朝・深夜以外）・■快速「サンポート」（下記以外）
通過
■快速「マリンライナー」（早朝・深夜のみ）・■快速「サンポート」（朝の上り・夕方の上り1本）
国分駅 (Y04) - 鴨川駅 (Y06) - 坂出駅 (Y08)
■快速「サンポート」（夕方以降の下りのみ）
端岡駅 (Y03) - 鴨川駅 (Y06) - 坂出駅 (Y08)
■普通
讃岐府中駅 (Y05) - 鴨川駅 (Y06) - 八十場駅 (Y07)